# Rhododendron temenium
Rhododendron temenium är en ljungväxtart som beskrevs av Isaac Bayley Balfour och Forrest. Rhododendron temenium ingår i släktet rododendron, och familjen ljungväxter.

## Underarter
Arten delas in i följande underarter:
- R. t. dealbatum
- R. t. gilvum